# ليوناردو ماركيز
ليوناردو ماركيز (بالإسبانية: Leonardo Márquez)‏ هو عسكري ودبلوماسي مكسيكي، ولد في 8 يناير 1820 في مدينة مكسيكو في المكسيك، وتوفي في 5 يوليو 1913 في هافانا في كوبا.